# Nepal en los Juegos Paralímpicos de Pekín 2008
Nepal estuvo representado en los Juegos Paralímpicos de Pekín 2008 por un deportista masculino. El equipo paralímpico nepalí no obtuvo ninguna medalla en estos Juegos.